# Simonet
Un simonet és una criatura pròpia de la mitologia catalana, una mena de peix amb forma d'homenet molt petit que pot nedar més ràpid que la resta de peixos. Hi ha un altre personatge mitològic català amb el mateix nom, en aquest cas un follet marí en forma d'ocell blanc, molt petit, que es feia visible al cel durant el dia de Sant Pere i era auguri de bona pesca.